# Viru-Jaagupi
Koordinaten: 59° 15′ N, 26° 28′ O
Viru-Jaagupi (deutsch St. Jakobi) ist ein Dorf (estnisch alevik) in der estnischen Landgemeinde Vinni (Finn) im Kreis Lääne-Viru (West-Wierland). Es liegt 11 Kilometer südöstlich von Rakvere (Wesenberg). Das Dorf hat 426 Einwohner (Stand 2008).

## Beschreibung und Geschichte
Der Ort liegt am Höhenzug Pandivere. In der ländlich geprägten Region wechseln sich Äcker mit Wäldern ab. Beliebte Ausflugsziele sind die Seen Kantküla Mustjärv (5,3 Hektar) und Udujärv (2,4 Hektar), an dessen Ostufer sich eine bekannte Sauna befindet.
Viru-Jaagupi bildete das Zentrum des historischen Kirchspiels Viru-Jaagupi (Viru-Jaagupi kihelkond). Es wurde um 1220, kurz nach der Christianisierung Livlands und Estlands gegründet. Das Kirchspiel trug zunächst den Namen Kehala, bevor sich der Name Jaagupi/Sankt-Jakobi (nach dem namensgebenden Apostel Jakobus) durchsetzte. Ein Kirchenbau ist für das Jahr 1345 belegt.
An ihrer heutigen Stelle wurde die Steinkirche von Viru-Jaagupi im zweiten Viertel des 15. Jahrhunderts mit Unterstützung des Ordensvogts von Wesenberg errichtet. 1453 wurde sie erstmals urkundlich erwähnt. Sie ist dem Apostel Jakobus geweiht. Das Kirchengebäude wurde im Livländischen Krieg zerstört und 1667 wieder aufgebaut. 1703 wurde es im Nordischen Krieg zwischen Schweden und Russland verwüstet, wobei das Kircheninterieur verbrannte. Aus mittelalterlicher Zeit sind drei Joche im Langhaus und der Chorraum erhalten.
1877/78 wurde die Kirche im spätgotischen Stil umgebaut und mit einem neuen, 48 m hohen Westturm versehen. 1893 wurde die Orgel installiert. Sie stammt von dem deutsch-estnischen Orgelbauer Gustav Normann (1821–1893)
Von 1697 bis 1710 war Christian Kelch (1657–1710) Pastor in Sankt-Jakobi. Er wurde besonders durch seine beiden Chroniken Liefländische Historia und Continuation bekannt. Das heutige Pastoratsgebäude wurde 1756 errichtet, nachdem der Vorgängerbau abgebrannt war.

## Friedhof
Auf dem Friedhof von Viru-Jaagupi liegen berühmte Persönlichkeiten der estnischen Geschichte begraben, unter anderem der deutschbaltische Entdecker Ferdinand von Wrangel (1797–1870).

## Museum
Im dreistöckigen ehemaligen Schulhaus (1908–2001) ist heute das örtliche Museum untergebracht. In dessen Hof befindet sich ein Gedenkstein für die beiden Künstlerbrüder Kristjan (1865–1943) und Paul Raud (1865–1930).

## Persönlichkeiten
- Georg Adolph Dietrich Rauch (1789–1864), deutsch-baltischer Mediziner